# 8905 Bankakuko
8905 Bankakuko eller 1995 WJ är en asteroid i huvudbältet som upptäcktes den 16 november 1995 av den japanska astronomen Takao Kobayashi vid Ōizumi-observatoriet. Den är uppkallad efter Kakuko Ban.
Asteroiden har en diameter på ungefär 4 kilometer och den tillhör asteroidgruppen Astraea.